# Petrognano (Piazza al Serchio)
Petrognano (auch Petrognano di Garfagnana) ist eine Fraktion der italienischen Gemeinde Piazza al Serchio in der Provinz Lucca in der Toskana.

## Geografie
Der Ort liegt etwa 1,5 km südlich des Hauptortes Piazza al Serchio, etwa 40 km nordwestlich der Provinzhauptstadt Lucca und etwa 85 km nordwestlich der Regionalhauptstadt Florenz. Der Ort liegt in der Landschaft der Garfagnana im oberen Serchiotal fast unmittelbar am linken Ufer des Serchio bei 471 m s.l.m. und hatte 2001 121 Einwohner. 2011 waren es 121 Einwohner, 1832 108 Einwohner. Nächstgelegener Ort ist neben Piazza al Serchio der Hauptort der Nachbargemeinde Camporgiano, etwa 2 km südöstlich.

## Geschichte
Im 12. und 13. Jahrhundert stand der Ort auf der päpstlichen Seite der Pisaner. Die Konflikte um die Herrschaft in der Garfagnana zwischen Pisa und Lucca entschied im späten 13. Jahrhundert Lucca für sich und teilte den Ort 1272 ins Vicaria di Castiglione ein. Im weiteren Konflikt um die Garfagnana zwischen Florenz, Lucca und Pisa wechselte der Ort mehrfach den Machtbereich, bis in der Mitte des 15. Jahrhunderts die d’Este aus Modena Petrognano übernahmen und in das Vicaria di Camporgiano alla Provincia Estense della Garfagnana eingliederten.

## Sehenswürdigkeiten

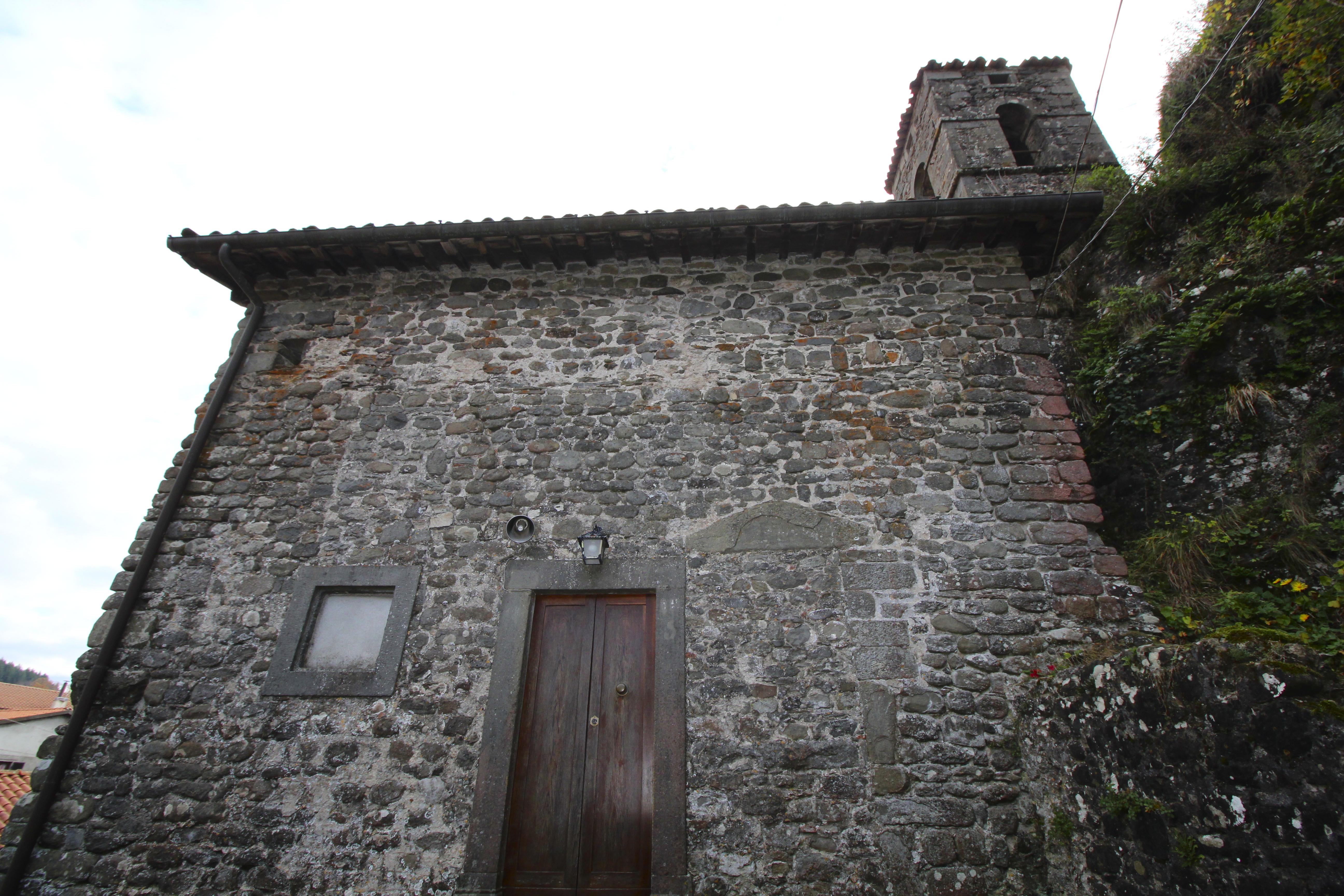
Die Kirche San Biagio

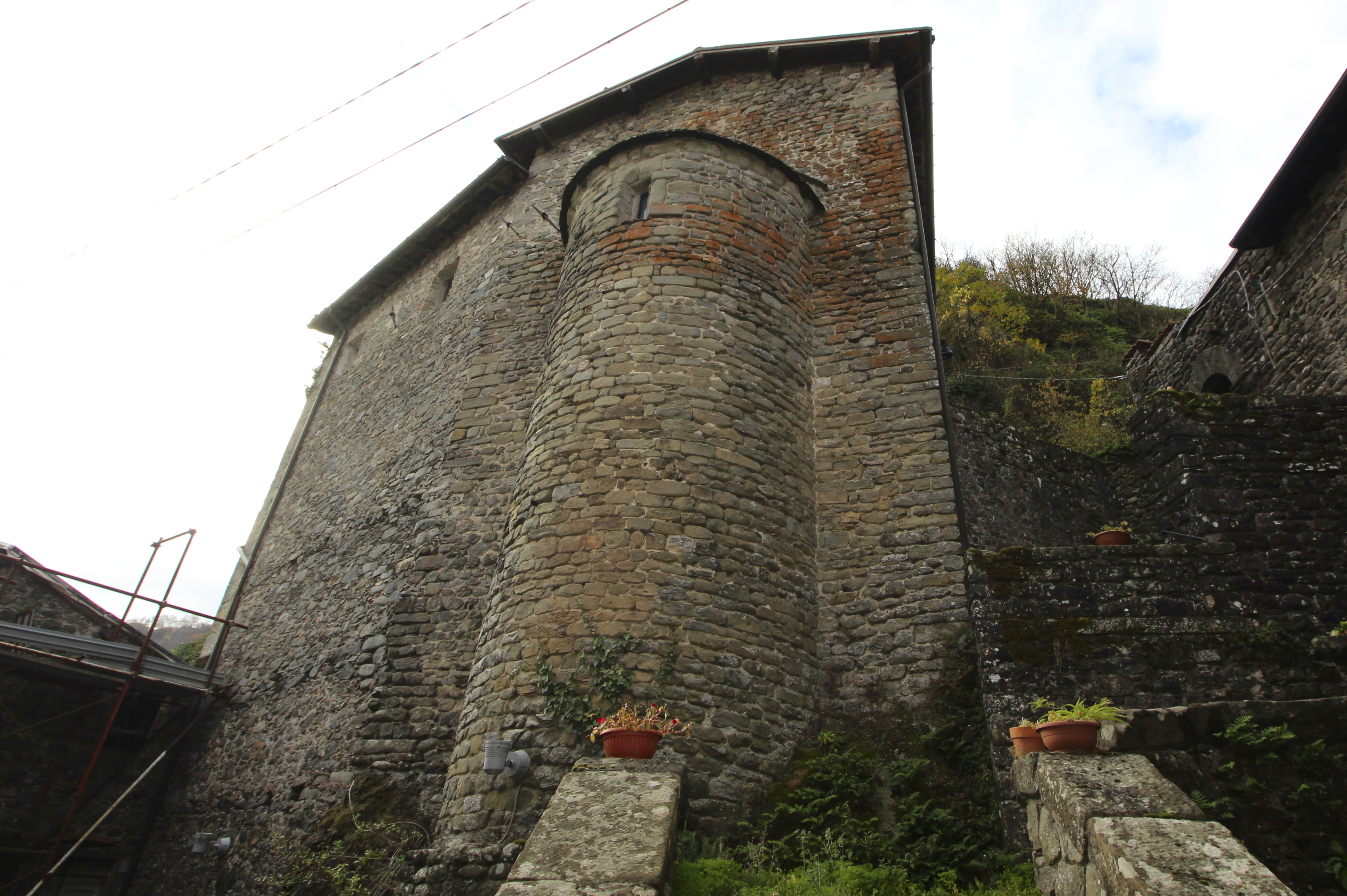
Apsis von San Biagio

- San Biagio, Kirche im Ortskern, die zum Erzbistum Lucca[5] gehört und an einer Felswand aus roten Gabbro über dem Ort liegt.[4][1] Erstmals erwähnt wurde die romanische Kirche[6] im 10. Jahrhundert, weitere Erwähnungen gibt es im 13. Jahrhundert, 1470 und 1584. Von 1805 bis 1838 wurde die Kirche restauriert und an der Südseite erweitert, da die Nordseite durch den Fels eingeschränkt ist, eine weitere Restaurierung fand 1970 statt. Der etwa 10 m hohe Campanile liegt der Kirche nicht an und wurde 2011 restauriert.[5]

## Verkehr
Die Staatsstraße Strada statale 445 della Garfagnana verläuft durch den Ort.